# Sztućce

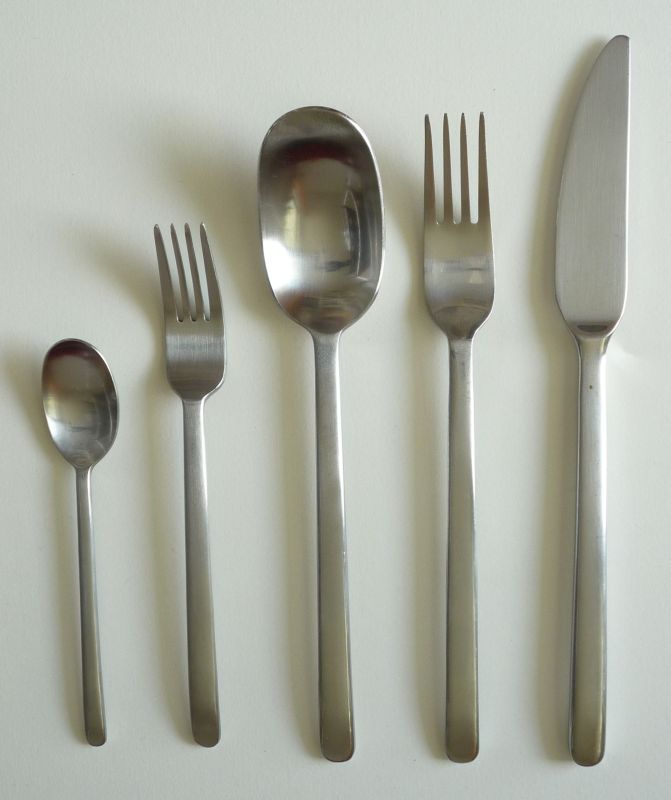
Zestaw sztućców stołowych

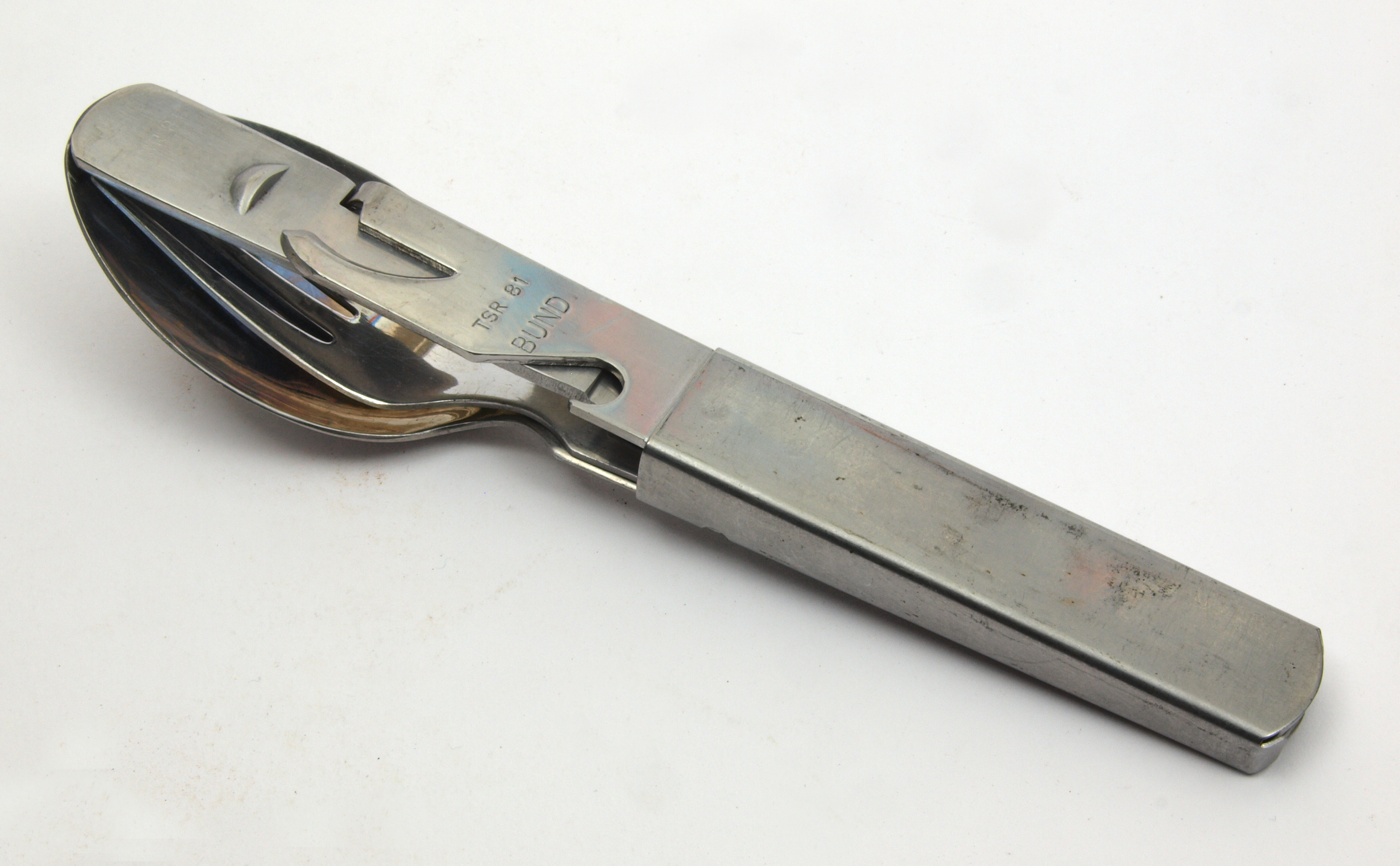
Zestaw składanych sztućców turystycznych/wojskowych

Sztućce – przybory ręczne służące do jedzenia oraz do przygotowania potraw. Sztućce są elementem zastawy stołowej. W zależności od kształtu i wielkości przeznaczone są do różnych czynności konsumpcyjnych. Rodzaje sztućców przypisane są odpowiednim potrawom. Nazwa sztućce pochodzi od włoskiego słowa stuccio.
Do sztućców zalicza się przede wszystkim:
- łyżeczki „do kawy”
- łyżki
- łyżki stołowe
- widelce
- widelczyki
- noże
- nożyki
- łyżkowidelce
- pałeczki
- również chochle i szpatułki

## Historia
Sztućce swoją historią sięgają czasów pierwotnych człowieka. Najstarsze znaleziska wskazują, iż pierwsze w użyciu znalazły się łyżki, które służyły nabieraniu najczęściej gorącego pokarmu. Noże przyszły z czasem, przekształcając się następnie w widelce. Kronikarze niemieccy wspominają o tym, że cesarzowa Teofano używała podwójnego szpikulca do nabijania nań jedzenia.
Pierwotnie sztućce wykonywane były z drewna – szczególnie w ubogich rodzinach. Tylko nieliczni mogli pozwalać sobie na metalową zastawę i akcesoria, które w wieku XVI wykonywane były przez płatnerzy.
Za wyraz największej elegancji uważana jest srebrna zastawa w tym i sztućce wykonane z tegoż metalu, mimo to popularne w świecie były inne rodzaje metali jak pierwotnie miedź, cynk, aluminium i ołów. Te ostatnie ze względów na trujące właściwości ołowiu zostały wycofane w końcu XIX wieku. Popularne były również sztućce z rękojeściami wykonanymi z masy perłowej lub kości słoniowej; właśnie takie wymieniono pisemnie jako pierwsze polskie sztućce – które kupił arianin Wacław Potocki.

## Savoir-vivre

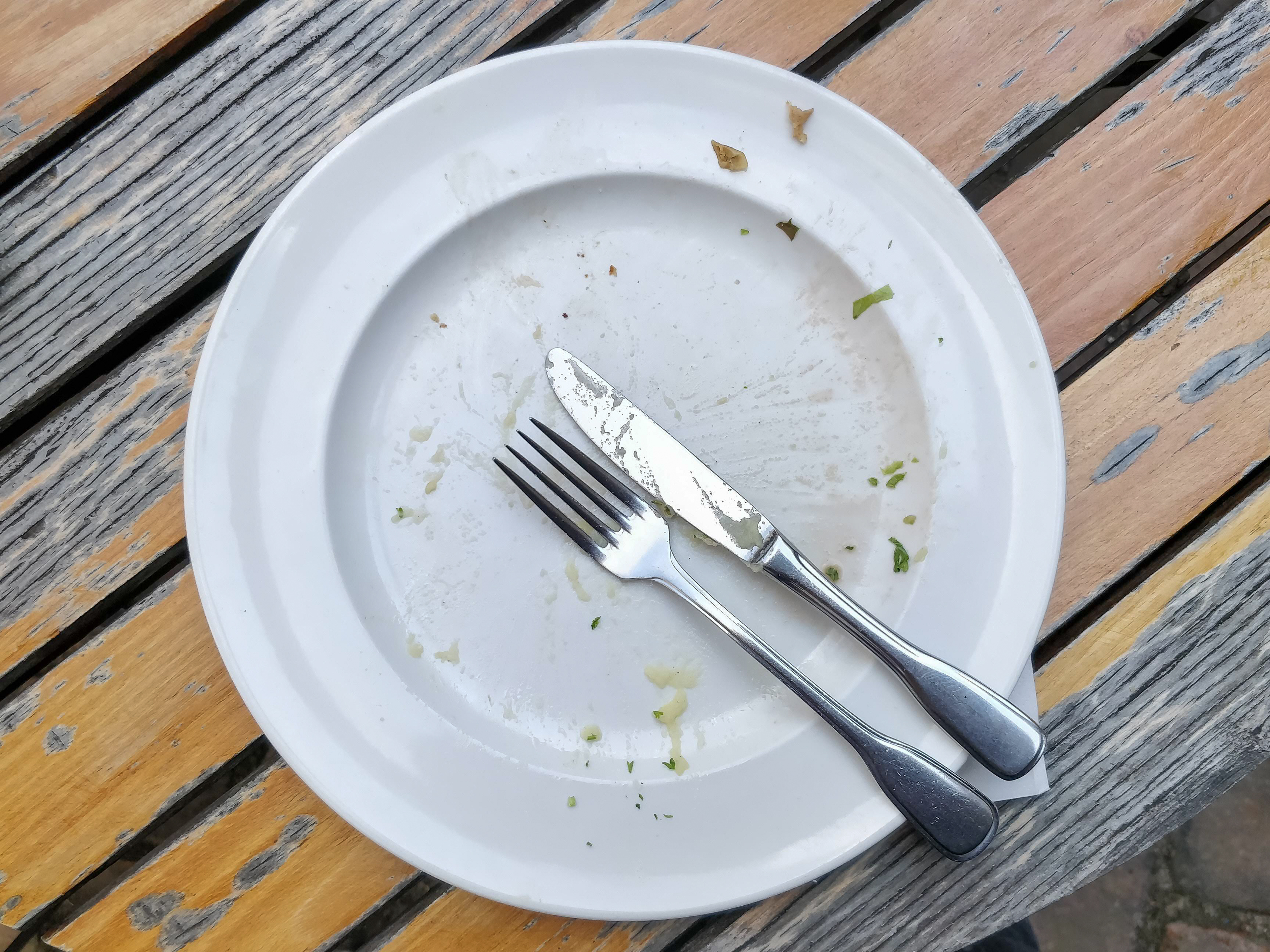
Sygnalizacja zakończenia jedzenia: sztućce ułożone równolegle na talerzu tak, by ich rękojeści wskazywały godzinę piątą

Wypolerowane sztućce pochodzące z jednego kompletu układa się po obu stronach nakrycia w kolejności ich użycia – skrajnie położone sztućce używane są w pierwszej kolejności. Przy nakryciu nie powinno znajdować się więcej niż trzy pary sztućców – pozostałe podajemy przy serwowaniu kolejnych dań. Łyżki układa się miseczką do dołu, natomiast ostrza noży kieruje się w stronę talerza. Po lewej stronie nakrycia kładzie się widelce do zakąsek i dania głównego, po prawej natomiast nóż do przekąsek, łyżkę do zupy i nóż do dania głównego. Po przeciwległej siedzącemu stronie nakrycia kładzie się sztućce deserowe równolegle do krawędzi stołu – dalej od talerza łyżeczki skierowane miseczką w lewą stronę a bliżej przeciwnie skierowany widelczyk.
Sztućce raz wzięte do rąk nie powinny z powrotem dotykać obrusu, a odkładając je, nie opiera się ich o stół ani brzeg talerza, lecz kładzie na talerzu – stąd też zwyczaj brania dokładek do niezapełnionego talerza, na którym zawsze pozostaje wystarczająca ilość miejsca na sztućce. W zależności od dania głównego podawane są odpowiednie sztućce. Szczególnie przy daniach niestandardowych – jak ryby czy owoce morza – zamiast typowych sztućców podawane są sztućce do ryb: specjalny widelec z głębszym wycięciem pomiędzy środkowymi zębami oraz nóż w kształcie łopatki zaostrzony na końcu umożliwiający jedzenie ryb lub otwieranie ostryg. Zwraca się uwagę również na dodawanie pałeczek przy daniach kuchni Wschodu, takich jak sushi czy nożyków owocowych do owoców egzotycznych.
Układ sztućców na talerzu ma swoją symbolikę. Prostopadłe w oddaleniu mówią o chwilowej przerwie w trakcie jedzenia, dodatkowo skrzyżowane świadczą o prośbie niezabierania pustego talerza (możliwość dokładki), natomiast ułożone razem równolegle tak, by ich rękojeści wskazywały godzinę piątą, oznaczają zakończenie konsumpcji.